# Frank Michael Beyer

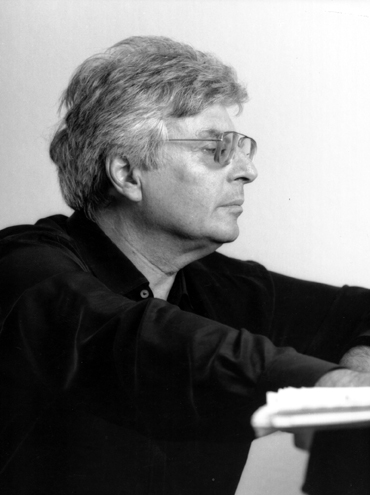
Frank Michael Beyer, 1993

Frank Michael Beyer (geboren am 8. März 1928 in Berlin; gestorben am 20. April 2008 ebenda) war ein deutscher Komponist und Vertreter der Neuen Musik.

## Leben

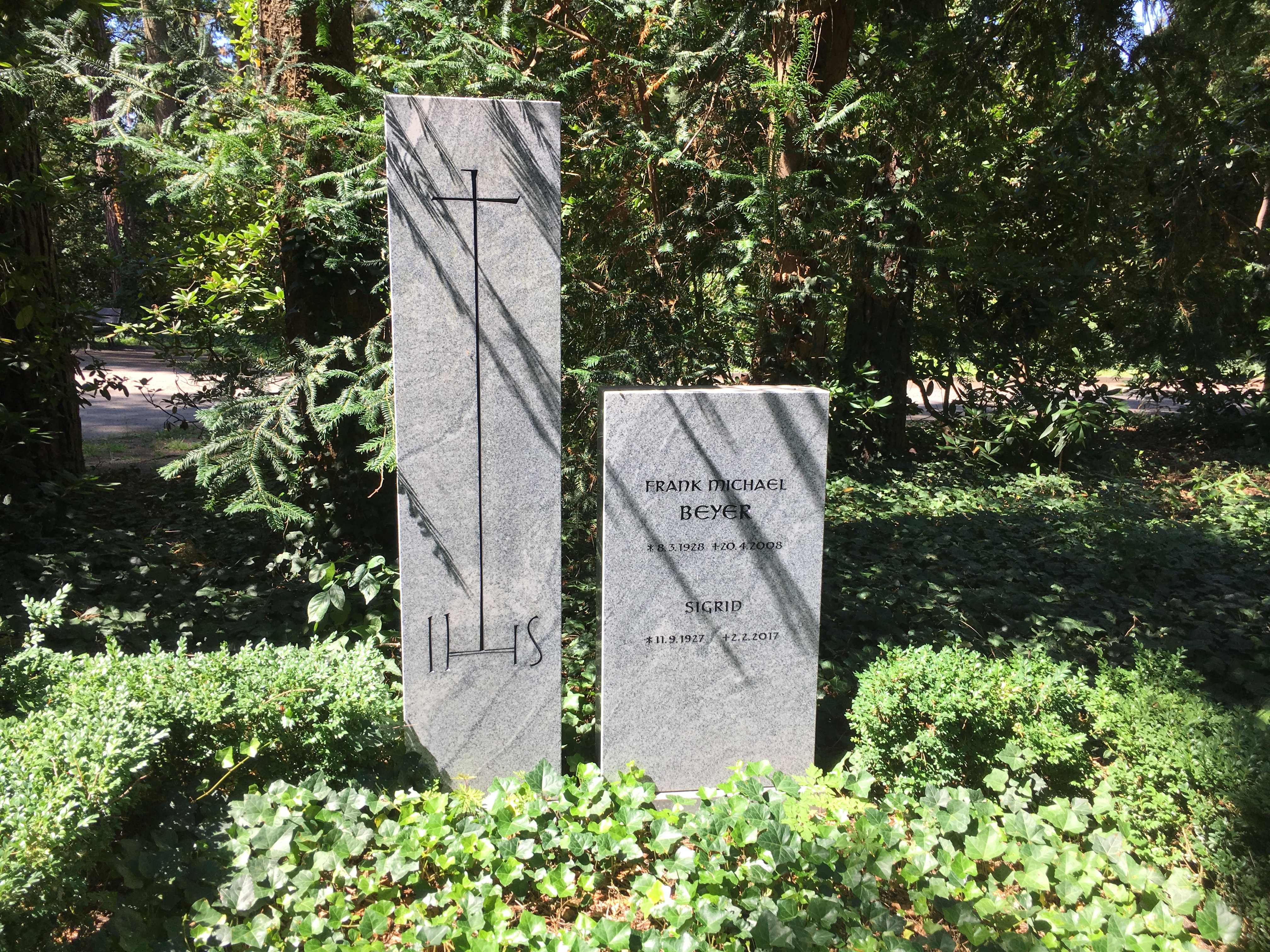
Grabstätte von Frank Michael Beyer

Frank M. Beyer wurde als Sohn des Schriftstellers und Kunsthistorikers Oskar Beyer und seiner Frau Margarete Beyer, geborene Loewenfeld, in Berlin geboren. Seine Kindheit verbrachte er in Dresden, auf Kreta, in Athen und Liechtenstein. Seine Mutter war „evangelische Volljüdin“, sie wurde 1943 ins Vernichtungslager Auschwitz deportiert. Sie starb 1945 an den Folgen der Haft. Ein Stolperstein erinnert in Nuthetal an ihr Schicksal.
Auch Beyer war evangelisch. Er studierte zunächst von 1946 bis 1949 Komposition und Kirchenmusik an der Berliner Kirchenmusikschule. 1950 heiratete er Sigrid Uhle. Aus der Ehe gingen die Kinder Margret und Andreas hervor. Im Zeitraum 1950 bis 1953 folgten Klavierstudien in Leipzig.
Beyer führte von 1952 bis 1955 sein Kompositionsstudium in Berlin bei Ernst Pepping und für „Virtuoses Orgelspiel“ bei Joseph Ahrens an der Hochschule für Musik Berlin (heute Universität der Künste Berlin) fort. Johann Sebastian Bach und die Wiener Schule, darunter vor allem Anton Webern, sind die Komponisten mit dem größten Einfluss auf die Entwicklung Beyers. Das Vorbild seines Elternhauses im Umgang mit Musik war gleichfalls von großer Bedeutung. Er lernte die Musik Bachs bereits in seiner Kindheit kennen; sein Vater veröffentlichte in den 1920er Jahren im Berliner Furche-Verlag ein Buch über Bach.
Beyer war von 1950 bis 1962 als Kirchenmusiker tätig, gleichermaßen als konzertierender Orgelinterpret und Dirigent bzw. Chorleiter. Von 1953 bis 1962 unterrichtete er als Dozent an der Berliner Kirchenmusikschule, ab 1960 an der Hochschule für Musik. Von 1968 an war er dort zunächst als Honorarprofessor und von 1971 bis 1993 als ordentlicher Professor für Komposition an der nun so genannten Hochschule der Künste Berlin tätig. 1964 initiierte er in Berlin die Reihe „Musica nova sacra“ und leitete diese. Von 1970 bis 1985 war Beyer Leitungsmitglied der Berliner Bach-Tage. Zwischen 1986 und 2003 hatte er an der Berliner Akademie der Künste die Position des Direktors der Abteilung Musik inne. 1990 initiierte er das Institut für Neue Musik an der Hochschule der Künste Berlin und die Berliner Orchesterkonferenz, die er dann leitete. Von 1986 bis 2006 war er Mitglied des Senats der Akademie der Künste.
Beyer war zudem im Aufsichtsrat der GEMA (Gesellschaft für musikalische Aufführungs- und mechanische Vervielfältigungsrechte) vertreten und gehörte als Mitglied (von 1977 bis 1980 des Präsidiums) des Deutschen Musikrats. Er starb 80-jährig in seiner Geburtsstadt und wurde auf dem Berliner Waldfriedhof Dahlem beigesetzt (Feld 002-14).

## Ehrungen und Preise
- 1957: Berliner Kunstpreis (Junge Generation)
- 1958: Kunstpreis der Stadt Berlin für die Junge Generation
- 1960: Stipendium Kulturkreis des Bundesverbands der Deutschen Industrie (Köln)
- 1961: Bernhard-Sprengel-Preis für Kammermusik
- 1963: Villa-Massimo-Stipendium (Rom); Villa-Romana-Stipendium (Florenz)
- 1967: Preis Jeunesse Musicale
- 1968: Stipendium der Cité des Arts (Paris)
- 1979: Mitgliedschaft bei der Akademie der Künste Berlin
- 1981: Mitgliedschaft bei der Bayerischen Akademie der Schönen Künste
- 1997: Ehrengast der Villa Massimo (Rom)

## Werkverzeichnis

### Ballett
- Geburt des Tanzes (1987), UA (unter dem Ballettitel „Orphische Szene“) 1988 Deutsche Oper Berlin / Choreographie: Tom Schilling
- Das Fenster (1991), enthält Musik aus „Griechenland“ (1981) und „Action“ (1991), UA 1992 Hannover

### Orchester
- Rondeau imaginaire (1972), UA 1973 Radio-Symphonie-Orchester Berlin / Lorin Maazel
- Diaphonie (1975), UA 1976 Philharmonisches Orchester der Stadt Nürnberg / Jiří Bělohlávek
- Notre-Dame-Musik (1983/84), UA 1984 Rundfunk-Sinfonieorchester Saarbrücken / Hubert Soudant
- Geburt des Tanzes (1987, nach dem Ballett), UA 1989 Radio-Symphonie-Orchester Berlin / Lothar Zagrosek
- Klangtore (1996, rev.2001), UA 1997 Deutsches Symphonie-Orchester Berlin / Lothar Zagrosek
- Fuga fiammata (1999/2000), UA 2001 Symphonieorchester des Bayerischen Rundfunks / Ulf Schirmer

### Kammerorchester
- Ricercare I (1957), UA 1958 Radio-Symphonie-Orchester Berlin / Wolfgang Sawallisch
- Versi (1968), UA 1968 Berliner Philharmonisches Orchester / Hans Zender
- Concertino a tre (1974), UA 1974 Schwetzingen
- Streicherfantasien nach einem Motiv von J. S. Bach (1977, auch Fassung für Streichquintett), UA 1980 Berliner Philharmonisches Orchester / Giuseppe Sinopoli
- Griechenland – Musik für drei Streichergruppen (1981), UA 1982 Berliner Philharmonisches Orchester / Seiji Ozawa
- Liturgia (nach dem Streichquartett Nr. 3 „Missa“) (1996), UA 1997 Rundfunk-Sinfonieorchester Berlin / Lawrence Foster
- Passionato con Arietta – Elegie für Streicher (2005), UA 2006 Diez an der Lahn

### Soloinstrument(e) und Orchester
- Konzert für Flöte und Streichorchester (1967)
- Deutsche Tänze für Violoncello und Kontrabass mit Kammerorchester (1982), UA 1984 Berlin
- Mysteriensonate für Orchester mit Solo-Viola (1986), UA 1987 Radio-Symphonie-Orchester Berlin / Sylvain Cambreling, Dirigent / Thomas Turner, Solo-Viola
- Konzert für Oboe und Streichorchester (1986), UA 1987 Hansjörg Schellenberger / Berliner Philharmonisches Orchester / Erich Leinsdorf
- Musik der Frühe – Konzert für Violine und Orchester (1992/93), UA 1993 Kolja Blacher / Rundfunk-Sinfonieorchester Berlin / Hanns-Martin Schneidt
- Canto di giorno für Violoncello und Orchester (1998/99), UA 1999 Michael Sanderling / Rundfunk-Sinfonieorchester Berlin / Giuseppe Mega
- Canzona di Ombra für Oboe und Streicher (Kadenz und Schlusssatz zum Konzert für Oboe und Streichorchester, 1986/2003)
- Konzert für Viola und Orchester „Notte di pasqua“ (2003–04/06), UA 2007 Tabea Zimmermann / Deutsches Symphonie-Orchester Berlin / Jonathan Stockhammer
- Meridian – Konzert für Flöte und Streicherensemble (2004/05), UA 2008 Emmanuel Pahud / Kammerakademie Potsdam / Michael Sanderling

### Ensemble- und Kammermusik
- Streichquartett I (1954/56)
- Konzert für Orgel und sieben Instrumente (1966/69) UA 1969 Peter Schwarz / Kasseler Ensemble
- Streichquartett II (1969) UA 1969 Assmann-Quartett, Berlin
- Bläserquintett (1972) UA 1973 Berlin, Bläserquintett des SWF Baden-Baden
- De lumine – Musik für Kammerensemble (1978) UA 1979 „das neue Werk“ Hamburg / Dieter Cichewiecz
- Trio für Oboe, Viola und Harfe (1980) UA 1981 Mannheim, Heinz Holliger / Ursula Holliger
- Deutsche Tänze für Violoncello und Kontrabass (1980) UA 1980 Wien, Jörg Baumann / Klaus Stoll
- Fantasia concertante per due violini (1982) UA 1984 Hofheim, Boeckheler / Assmann
- Passacaglia fantastica für Klaviertrio (1984) UA 1986 Ludwigsburg, Stuttgarter Klaviertrio
- Streichquartett III „Missa“ (1985) UA 1985 Berlin, Wilanow-Quartett
- Sinfonien für acht Stimmen (1988) UA 1989 Scharoun-Ensemble Berlin
- Architettura per musica für Ensemble (1989) UA 1989 Berlin, musica-viva-ensemble Dresden
- Sanctus für Saxophonquartett (1990)
- Gesta Romanorum für Ensemble (1990)
- Action für Schlagzeug-Ensemble (1991)  UA 1993 Super Nova Percussion Ensemble Berlin
- Canciones für Klarinette und Ensemble (1991) UA 1991 Alois Brandhofer / Berliner Philharmonisches Orchester / Peter Keuschnig
- Klarinettenquintett (1992) UA 1993 Stuttgart, Ulf Rodenhäuser
- Nänie für zwei Gitarren (1994) UA 1994 Lüneburg, Evers / Weigel
- Windklang für Streichtrio (2000) UA 2003 Stuttgart, Ingolf Turban / Kolja Lessing / Wen-Sinn Yang
- Was Orpheus sah – Klangbilder für Streichquartett (2003) UA 2004 Berlin, Vogler-Quartett
- Voca für drei Trompeten (2004) UA 2004 Hamburg
- Lichtspuren für Klaviertrio (2006) UA 2008 Kempen, Trio Wanderer
- Zu den Inseln – Suite für neun Instrumente (2005/06) UA 2008 München, Ltg. Konstantia Gourzi
- Choreographie – Drei mythische Tänze für zwölf Violoncelli (2007)

### Instrumentalsoli
- Toccata in Re für Orgel (1952) UA 1953 Berlin, Frank Michael Beyer
- Lays für Orgel (1957)
- Variationen für Klavier (1957)
- Sonate für Viola und Orgel (1962)
- Tiento für Flöte und Orgel (1965)
- Toccaten sub communione für Orgel (1970) UA 1970 Nürnberg, Peter Schwarz
- Chaconne (1970)
- Tiento II für Orgel (1972) UA 1973 Berlin, Frank Michael Beyer
- Sonate für Violine und Klavier (1977) UA 1978 Berlin, Saschko Gawriloff / Lothar Broddack
- Canti dei misteri für Orgel (1979)
- Messesätze (Josquin/Beyer) für Orgel (1979)
- Canzonetta für Gitarre (1979)
- Avanti – 15 Klavierstücke für junge Spieler (1983)
- Melos I und II für Viola (1983/1990)
- Das Geläut zu Speyer für Orgel (1984)
- Echo für Bassflöte (1985)
- Lobgesang „Wurze des Waldes“ für Orgel (1992)
- Nachtstück für Oboe und Klavier (1993) UA 1994 Düsseldorf, Christian Schneider / Frank Michael Beyer
- Taglied für Violoncello und Klavier (1998) UA 1998 Berlin, Georg Faust / Rolf Koenen
- Imago für Violoncello (2002)
- Wie ein fernes Lied für Oboe (Kadenz zum Konzert für Oboe und Streichorchester, zur separaten Aufführung, 2004/05)
- Metamorphosen – Hommage à A. Skrjabin für Violine (2007) UA 2008 Berlin, Viviane Hagner

### Gesang
- Biblische Szenen für Mezzosopran und Tenor (oder Sopran und Bariton) und Ensemble (1955)
- Sprache der Liebenden für Bariton, Kammerchor und Orchester (Hölderlin) (1961)
- Lavatio – Manifestatio Christi für gemischten Chor a cappella (1962)
- Maior Angelis für Sopran, Frauenchor und Ensemble (1970) UA 1970 Berlin, Catherine Gayer / Kammerchor Ernst Senff / Frank Michael Beyer
- Canticum Mose et Agni für achtstimmigen Chor a cappella (1976) UA 1977 Berlin, Monteverdi Choir / John Eliot Gardiner
- Et resurrexit – Chor Motetten für zwölfstimmigen Chor a cappella (2001/02) UA 2003 Rundfunkchor Berlin / Simon Halsey

### Bearbeitungen
- Drei Psalmen für Bariton und Klavier von Boris Blacher, arrangiert für Bariton und Ensemble von Frank Michael Beyer (1943, arr.1966)
- Musikalisches Opfer – Die kontrapunktischen Sätze: Ricercare a 3, Fuga canonica & 9 Kanons, von Johann Sebastian Bach, arrangiert für Kammerorchester von Frank Michael Beyer zur Aufführung zusammen mit Bachs Ricercare a 6 im Arrangement von Anton Webern (arr.1985) UA 1985 Berlin, London Sinfonietta / Diego Masson
- Cadenza dolce zum Andante C-Dur für Flöte und Orchester KV 315 von Wolfgang Amadeus Mozart (2007) UA 2008 Berlin, Emmanuel Pahud

## Bekannte Schüler
- Nikolaus Brass (* 1949)
- Thomas Schmidt-Kowalski (1949–2013)
- Franz Martin Olbrisch (* 1952)
- Gerhardt Müller-Goldboom (* 1953)
- Sebastian Gottschick (* 1959)
- Detlev Glanert (* 1960)
- Hanspeter Kyburz (* 1960)
- André Werner (* 1960)
- Konstantia Gourzi (* 1962)
- Orm Finnendahl (* 1963)
- Isabel Mundry (* 1963)
- Marc Lingk (* 1964)
- Charlotte Seither (* 1965)
- Art-Oliver Simon (* 1966)